# ورم خللي إنتاشي
الوَرم الالخللي الإِنتاشِي أو ورم المبيض الاختلالي (بالإنجليزية: Dysgerminoma)‏ هو نوع من أورام الخلايا الجرثومية، عادةً ما يكون خبيثاً ويظهر في المبيض، ونسيجياً يشبه الورم المنوي في الخصية، وأورام مماثلة في الجهاز العصبي المركزي، تمثل أورام الخلايا الجرثومية 20% من كل أورام المبيض، و3-5% منها خبيثة، وأكثر أورام الخلايا الجرثومية شيوعاً هو الورم الإنتاشي؛ حيث يمثل 2% من كل سرطانات المبيض.
وعلى الرغم من ندرته يحتل أهمية لأنه غالباً ما يصيب النساء في سن الإنجاب (< 30 عاماً)، ويمثل ثلثي سرطانات المبيض في الإناث الأقل من 20 عاماً، لكنه بمجرد تشخيصه يستجيب جيداً للعلاج، فلا يشكل خطراً على خصوبة وصحة المريضة.
واضطرابات الغدد التناسلية مصحوبة بخطورة عالية كمتلازمة نقص الأندروجين والخنوثة الكاذبة.

## الفسيولوجيا المرضية
تكون الخلايا الجرثومية عند الولادة محفوظة داخل الجريب الابتدائي، وإذا حدث لسبب ما ولم تحفظ بداخله فإنها تموت، أما إن بقيت فإنها تنمو سريعاً؛ لعدم وجود الحافظة التي تحدد نموها، ومن ثم ينشأ الورم، تعد عن أنواع الورم الإنتاشي خبيثة، لكن ثلثها فقط يظهر عدوانية شديدة، وسبب الورم الإنتاشي تحديداً لم يعرف بعد، لكن الدراسات الحديثة أظهرت أن تعطيل الجينات الكابتة للورم TRC8-RNF139 قد يكون أحد الأسباب.

## الأسباب
لا يعرف للمرض سبب محدد حتى الآن.

## الأعراض
لا توجد أعراض معينة مرتبطة بالورم الإنتاشي؛ فمعظم الأعراض مماثلة للأعراض الناشئة عند وجود كتلة في المبيض وملحقاته:
- ألم في البطن.
- كتلة في الحوض والبطن.
- ثقل في الحوض.
- شبع سريع.
- كثرة التبول.
- ألم عند التبول.
- أعراض غير واضحة في البطن، كعسر الهضم واضطراباته لكنها غير شائعة.

عادةً ما يظهر الورم في جهة واحدة وقد يحدث أثناء الحمل، وله معدل نمو سريع وقد يتعرض للانفجار أو الالتواء مع تغير حاد في الأعراض في 5-10% من المرضى.

## التشخيص

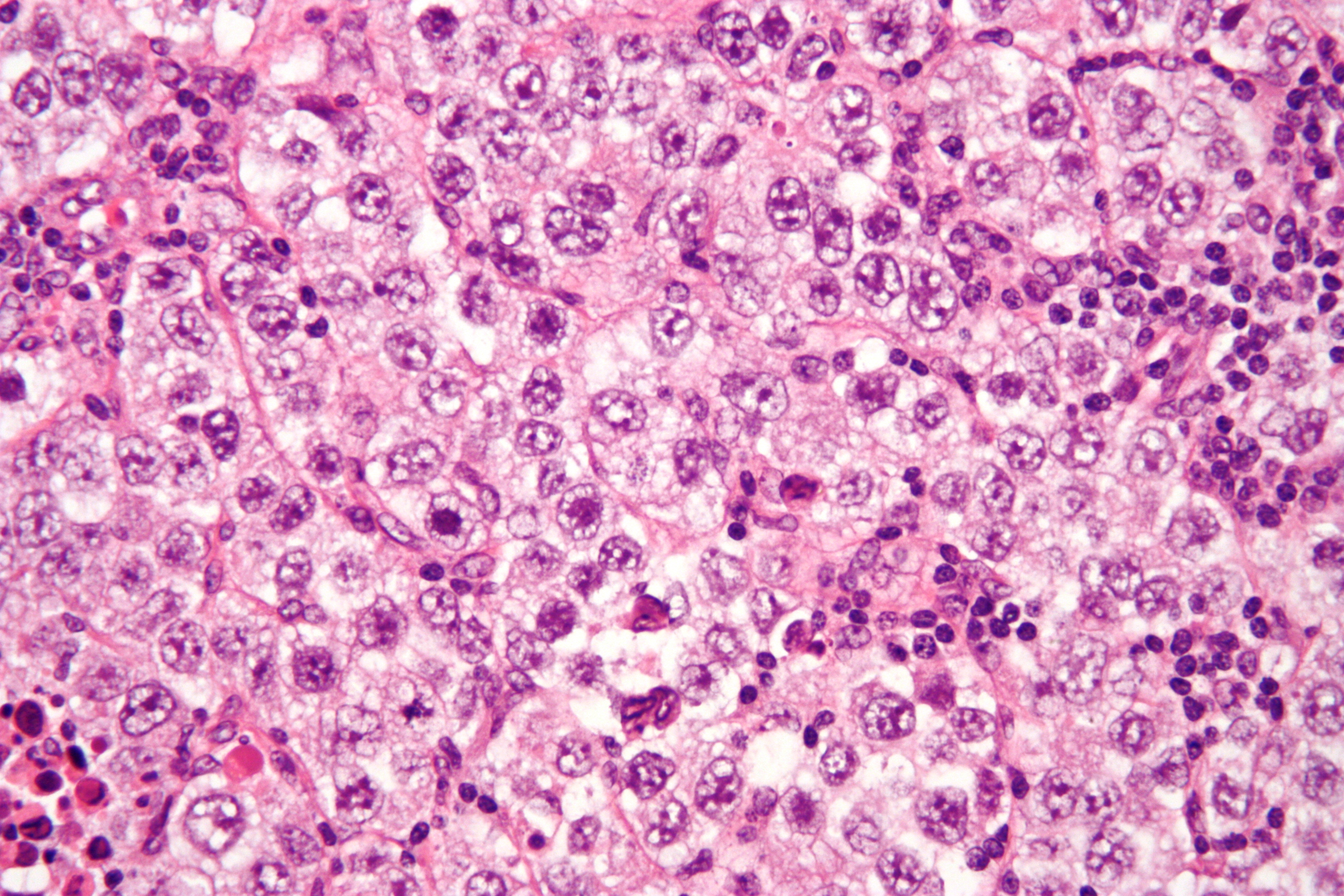
صورة مجهرية للورم منوي الذي يتعذر تمييزه -مجهرياً- عن الورم الإنتاشي بصبغة الهيماتوكسيلين والأيوزين

### التحاليل المعملية
قياس مستوى دلالات الورم؛ فارتفاعها يساعد في تشخيص ومتابعة المرض:

#### إنزيم لاكتات ديهيدروجينيز
غالباً ما يرتفع مستوى الإنزيم في حالات الورم الإنتاشي، لكن ليس في جميع الحالات.

#### ألفا فيتو بروتين
ارتفاعه غير شائع.

#### موجهة الغدد التناسلية المشيمائية
يرتفع في حالة غزو الورم بخلايا الأرومة الغاذية المخلوية التي تفرز هرمون موجهة الغدد التناسلية المشيمائية.

#### بروتين الإنهيبين
إنهيبين ب يرتفع مستواه أكثر من إنهيبين أ، وقياس مستوى إنهيبين ب هو الاختبار الأكثر حساسية، ونادراً ما يرتفع مستوى إنهيبين أ دون ارتفاع إنهيبين ب.

### الأشعة

#### التصوير بالموجات فوق الصوتية
قد يظهر الورم ككتلة مشقوقة.

#### الأشعة المقطعية
قد تظهر بقعاً متكلسة، وعادةً ما يظهر الورم كككتلة صلبة متعددة الفصوص وحاجز دموي وعائي بارز.

#### تصوير بالرنين المغناطيسي
كتلة تنقسم إلى فصوص تفصلها حواجز.
والتشخيص النهائي يتم بعد إزالة المبيض المصاب وفحصه مجهرياً.

## التشخيص التفريقي
الحمل المنتبذ: وهو انغراس الحمل خارج التجويف الرحمي.

## المراحل
يتم تصنيف الورم إلى مراحل تبعاً للاتحاد الدولي لطب النساء والتوليد، كالتالي:

### المرحلة الأولى
- 1أ: الورم في مبيض واحد فقط، لا يوجد ورم على سطح المبيض، والورم لم ينفجر، ولا يوجد استسقاء.
- 1ب: الورم في المبيضين فقط، ولا يوجد ورم على سطح المبيض، والورم لم ينفجر، ولا يوجد استسقاء.
- 1ج: كالمرحلتين 1أ و1ب، لكن الورم موجود على سطح مبيض واحد أو كلا المبيضين، وأحد الورمين على الأقل قد انفجر ويوجد استسقاء أو خلايا سرطانية في جوف البطن.

### المرحلة الثانية
يصيب الورم مبيضاً واحداً أو كلا المبيضين مع انتشاره إلى أعضاء الحوض الأخرى:
- 2أ: انتشرالورم إلى الرحم و/أو قناة فالوب.
- 2ب: انتشر الورم إلى أعضاء الحوض الأخرى كالمثانة البولية والمستقيم.
- 2ج: كالمرحلة 2أ أو 2ب لكن الورم يوجد على سطح كلا المبيضين أو أحدهما وأحد الورمين على الأقل قد انفجر، ويوجد استسقاء أو خلايا سرطانية في جوف البطن.

### المرحلة الثالثة
الورم يصيب أحد المبيضين أو كليهما، مع انتشاره خارج الحوض، أو انتشاره إلى العقد اللمفاوية في البطن أو أصل الفخذ:
- 3أ: الورم لم يتعدَّ الحوض عيانياً، لكن مجهرياً يتواجد الورم على سطح أعضاء البطن (السطح الصفاقي)، ولم يصب العقد اللمفاوية.
- 3ب: يصيب الورم مبيضاً واحداً أو كلا المبيضين مع انغراسه في أحشاء البطن (أقل من 3/4 بوصة؛ أي حوالي 2 سم)، ولم يصب العقد اللمفاوية.
- 3ج: يصيب الورم مبيضاً واحداً أو كلا المبيضين مع انغراسه في أحشاء البطن (أكثر من 3/4 بوصة)، أو إصابة العقد اللمفاوية في الحوض أو أصل الفخذ أو على جانبي الأورطى.

### المرحلة الرابعة
ينتشر الورم بعيداً إلى الكبد أو الرئة أو في السائل المتجمع في الصدر.

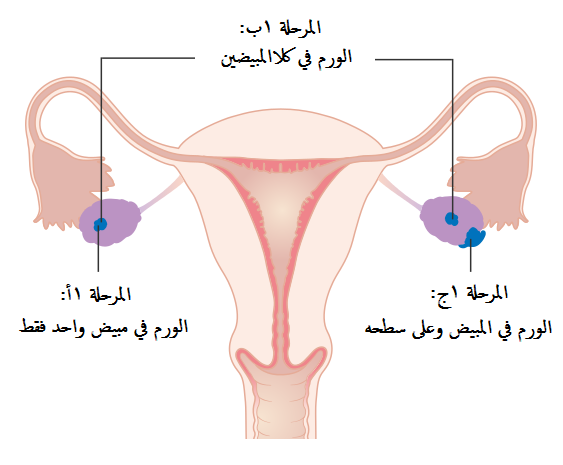
المرحلة الأولى للورم
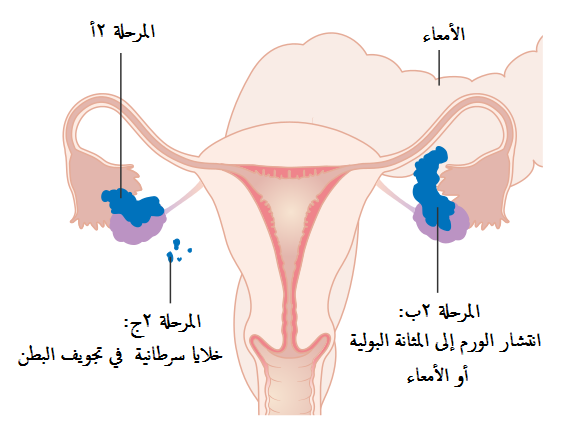
المرحلة الثانية للورم
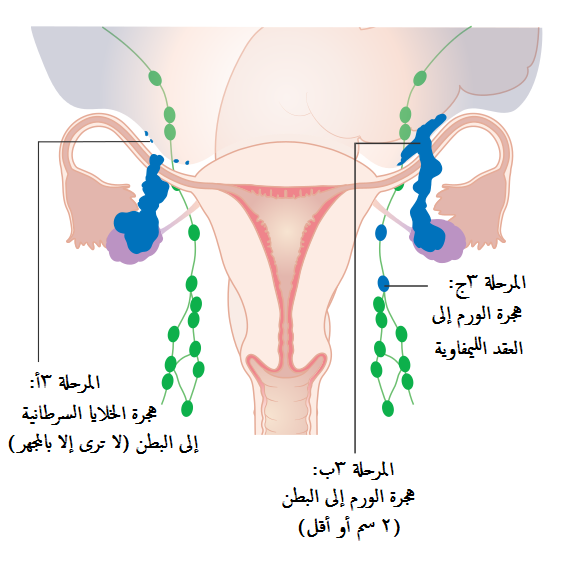
المرحلة الثالثة للورم
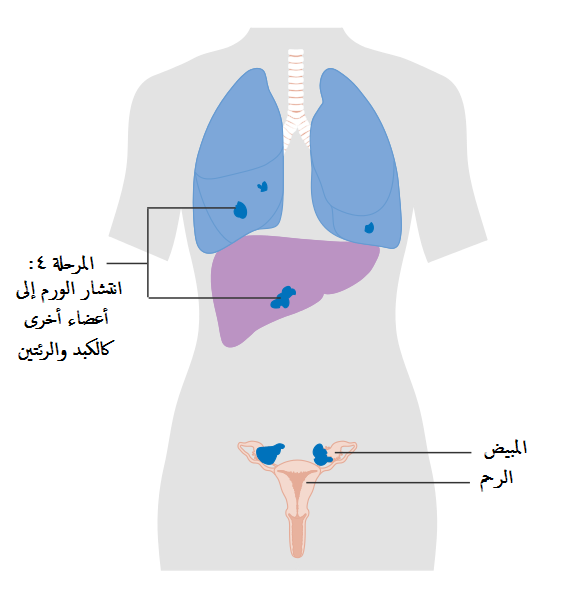
المرحلة الرابعة للورم

## العلاج
الجراحة والعلاج الكيميائي، ولا يستخدم العلاج الإشعاعي رغم فعاليته في علاج الورم المنوي.